# Rusko-turski rat (1768. – 1774.)
Rusko-turski rat (1768. – 1774.)  bio je odlučujući sukob nakon kojeg je Rusija proširila svoj utjecaj i vlast na južnu Ukrajinu, sjeverni Kavkaz, i poluotok Krim. Tijekom ovog rata izbile su i pobune u Grčkoj, Rumunjskoj i Crnoj Gori, što je u neku ruku olakšalo pobjedu Rusije.
Rat je izbio u vrijeme velikih unutrašnjih previranja u Poljskoj, gdje je izbio sukob između plemstva i kralja Stanislava Augusta Poniatowskog, bivšeg miljenika 
ruske carica Katarine II. Vlast Poniatowskog ovisila je o ruskoj vojnoj podpori.
Kozački odred u ruskoj službi, ušao je u Baltu (na turski teritorij) gonivši pritom pripadnike snaga poljske Konfederacije iz Bara. Službeni predstavnici Osmanskog Carstva optužili su Rusiju zbog ubijanja i nezakonitih postupaka u gradu Balti, Ruska strana je te optužbe odbacila.
Nakon ovog graničnog incidenta iz Balte, sultan Mustafa III. objavio je rat Rusiji 25. rujna 1768.
Turci su osnovali savez s poljskim oporbenim snagagama okupljenim oko Konfederacije iz Bara, a Rusiju je u ovom sukobu dobila podršku od strane Velike Britanije, koja joj je dala pomorske instruktore.
Snage Poljske oporbe porazio je ruski vojskovođa Aleksandar Suvorov. Nakon toga, on je prebačen na tursko ratište, gdje je tijekom 1773. – 1774. izvojevao seriju
pobjeda za Rusiju. Tako je nastavio pobjedonosni niz, koji je na tom ratištu imao ruski feld-maršal grof Petar Rumijancev, pobjedama kod Large i Kagula.
Pomorske operacije ruske Baltičke flote pod zapovjedništvom Alekseja Grigorjeviča Orlova, upućene na Mediteran dale su još spektakularnije rezultate i pobjede. 
Dijelom zahvaljujući i njoj 1771., izbila je pobuna u Egiptu i Siriji protiv osmanske vladavine. Najspektakularnija je bila bitka kod Turskog grada Česme, gdje je Ruska flota potpuno uništila tursku ratnu mornaricu.
Dana 21. srpnja 1774., predstavnici Osmanskog Carstva, potpisali su Mirovni ugovor u Kučuk-Kajnardžiji (Kuçuk Kainarji). Prema tom ugovoru, Krimski Kanat, stekao je formalnu neovisnost (u stvarnosti je postao ovisan o Rusiji). Rusija je također dobila ratnu reparaciju od tadašnjih 4,5 milijuna rubalja i dvije morske luke na Crnom moru kao i pravo prolaza kroz Dardanele.
Ovaj rat je bio mali dijelić stalnog procesa širenja Ruskog Carstva prema jugu i istoku tijekom XVIII. i XIX. stoljeća.

## Vanjske poveznice
- Ratovi i bitke na portalu Ruskaja civilizacija (na ruskom)